# Киселёв, Михаил Дмитриевич
Михаил Дмитриевич Киселёв (1910—1944) — капитан Рабоче-крестьянской Красной армии, участник Великой Отечественной войны, Герой Советского Союза (1944).

## Биография
Родился 23 декабря 1910 года в деревне Малый Ломовис (ныне — Пичаевский район Тамбовской области). Окончил семь классов школы и два курса рабфака, после чего работал каменщиком.
В 1934 году был призван на службу в Рабоче-крестьянскую Красную армию. В 1938 году окончил курсы младших лейтенантов.
С мая 1943 года — на фронтах Великой Отечественной войны. К октябрю 1943 года будучи в звании капитана командовал дивизионом 88-й тяжёлой гаубичной артиллерийской бригады 13-й артиллерийской дивизии 7-го артиллерийского корпуса прорыва 27-й армии Воронежского фронта. Отличился во время битвы за Днепр.
В период с 1 по 12 октября 1943 года руководил огнём батарей своего дивизиона во время боёв в районе села Григоровка Каневского района Черкасской области Украинской ССР, в результате чего были уничтожены 3 батареи миномётов, 8 пулемётов, самоходка и большое количество солдат и офицеров противника. 3 октября 1943 года, когда немецкие войска прорвались к позициям дивизиона, поднял артиллеристов в атаку, отбросив противника.
Указом Президиума Верховного Совета СССР «О присвоении звания Героя Советского Союза офицерскому и сержантскому составу артиллерии Красной Армии» от 9 февраля 1944 года за «образцовое выполнение боевых заданий командования на фронте борьбы с немецкими захватчиками и проявленные при этом отвагу и геройство» был удостоен высокого звания Героя Советского Союза с вручением ордена Ленина и медали «Золотая Звезда».
4 августа 1944 года погиб в бою. Похоронен в городе Сокаль Львовской области Украины.
Был также награждён орденами Александра Невского, Отечественной войны 1-й и 2-й степеней, Красной Звезды.